# Mastigometra micropoda
Mastigometra micropoda is een haarster uit de familie Antedonidae.
De wetenschappelijke naam van de soort werd in 1909 gepubliceerd door Austin Hobart Clark.